# Michaela Wessely
Michaela Wessely (* 1. November 1995 in Dresden) ist eine ehemalige deutsche Volleyballspielerin.

## Karriere
Wessely kam durch eine Sichtung am Sportgymnasium Dresden zum Volleyball. 2013 zog sie nach Schwerin, um am dortigen Sportgymnasium Schwerin ihre Schulzeit zu beenden und in der Nachwuchsmannschaft VCO Schwerin in der 2. Deutschen Volleyball-Bundesliga (Nord) zu spielen. Zur Saison 2015/16 erhielt sie einen Profivertrag für die erste Mannschaft des Schweriner SC und war hinter Denise Hanke zweite Zuspielerin, kam jedoch nur zu wenig Spielanteilen. Im Rückspiel gegen den 1. VC Wiesbaden wurde sie erstmals als beste Spielerin des Spiels ausgezeichnet. Mit dem Schweriner SC erreicht sie das Playoff-Halbfinale der Bundesliga, das gegen Allianz MTV Stuttgart verloren ging, und ebenfalls das Halbfinale im CEV-Pokal. Anschließend wechselte Wessely zum Bundesliga-Aufsteiger Schwarz-Weiss Erfurt. Parallel zur Volleyball-Karriere absolvierte sie eine Ausbildung zur Physiotherapeutin, um langfristig ein Medizinstudium beginnen zu können. 2018 musste Wessely verletzungsbedingt ihre Karriere beenden.